# Захари Желязков
Захари Нанев Желязков е български политик от Съюз на демократичните сили. Народен представител в 38-то Народно събрание. Изпълнителен директор на Агенцията за приватизация от началото на 1998 г. до края на 2000 г.

## Ранни години
Захари Желязков е роден на 25 април 1960 г. във Варна, в семейството на Антица Василева Желязкова и Наню Захариев Желязков. Има сестра Лиляна — автор на няколко стихосбирки, която почина през 2001 г. Средното си образование завършва в Пета гимназия „Димитър Полянов“ във Варна.
През 1985 г. завършва право в Софийския университет „Климент Охридски“. От 1986 до 1988 г. е младши съдия в Хасковския окръжен съд и командирован като районен съдия в Свиленградския районен съд. От 1989 г. е адвокат в Хасковската адвокатска колегия.
През 1983 г. сключва брак и има две деца.

## Ранна политическа кариера
В края на 1989 г. е един от създателите на „Клуба за демокрация“ в Хасково. През 1990 г. създава структура на Обединен демократичен център в Хасково и е неин съпредседател. Става член на Националния съвет на ОДЦ и кандидат за народен представител във Великото Народно събрание.
През 1991 г. създава експертни групи на СДС – Хасково и е избран за общински съветник и председател на комисията по Общинска собственост. Към 1995 г. се отчита над 60% приватизация на общинската собственост.
От 1992–1993 г. е председател на Координационния съвет на СДС – Хасково. През 1997 г. става член на Управителния съвет на „Булгартабак Холдинг“ АД. Същата година влиза в 38-то Народно събрание и става член на Постоянната комисия по икономическа политика.

## Дейност в Агенцията за приватизация
От 1998 до 2000 г. е изпълнителен директор на Агенцията за приватизация. По време на неговото управление агенцията беше отговорна за структурната реформа в България.
Ускореното приватизиране на над 60% от подлежащите на приватизация активи беше ключово за:
- постигане на финансова стабилност;[20]
- създаване на функционираща пазарна икономика;[21]
- стартиране на процеса за присъединяване към ЕС, НАТО и СТО.[22]

През този период са извършени над 540 приватизационни сделки, с финансов ефект над 5 милиарда лева.

### Клуб Сенатор
През 2006 г. е избран за заместник-председател, а през 2009 г. — за председател на „Клуб Сенатор“ — сдружение с нестопанска цел, което защитава десните и десноцентристки идеи, традиционни български и европейски ценности, и духа на парламентаризма.
Клубът е създаден през 2003 г. и включва бивши народни представители, министри, зам.-министри, експерти и учени в управлението. Основната му дейност е организиране на публични дискусии по важни теми.
През 2023 г. Захари Желязков представя концепцията „Дискусионно общество Клуб Сенатор“, която е одобрена и разширява експертната общност около клуба.

#### Последни дискусии, организирани от Клуб Сенатор:
Геополитика и енергетика
- Местната власт – най-прекият път на политиката към живота на гражданите

Основни изводи от местните избори в България
Ротацията — новост, необходимост или експеримент в политическата теория и практика
Изборите за Европейски парламент и бъдещето на Европейския съюз
- Политическата система на България – 13 октомври 2024 г.

- Национална среща „Клуб Сенатор и приятели“

- „Аргументи за и против добива на шистов газ в България“

#### По-важни сделки
- Нефтохим ЕАД[26]
- Петрол ЕАД[27]
- Балкан АД (бивша фабрика за автобуси в Ловеч)[28]
- * Оптикоелектрон ЕАД
- * Софарма ЕАД
- * Антибиотик ЕАД
- * Биовет АД
- * Дружба АД
- * Свилоза АД
- * Оргахим АД
- * Интерхотел „Гранд-хотел София“ АД
- * Авиокомпания Балкан АД
- * Арсенал ЕАД
- * Бета ЕАД
- * Асарел-Медет ЕАД
- * Агрополихим ЕАД
- * Неохим ЕАД
- * Алумина ЕАД
- * Русенска корабостроителница ЕАД
- * Бургаски корабостроителници ЕАД
- * КЦМ ЕАД
- * ОЦК ЕАД
- * ГОРУБСО ЕАД
- * ДЗУ ЕАД

## По-нататъшна кариера и обществена дейност
След напускането на Агенцията за приватизация, Захари Желязков продължава активна политическа и икономическа дейност.

## Външни връзки
- Официален профил на Захари Желязков в сайта на Народното събрание